# УСТ Тризуб (Герсфельд)
УСТ «Тризуб» (Українське Спортове Товариство «Тризуб») — українське спортивне товариство з німецького поселення Герсфельд біля Касселя.
Засноване 15 липня 1946 року в змішаному таборі (700 українців, членів товариства 50). Головою був Роман Бонковський.
Футбольна команда змагалася в обласній лізі. Секції волейболу чоловіків і жінок, настільного тенісу, шахів, легкої атлетики і боксу лише проводили тренування. Узимку 1946—1947 рр. товариство самоліквідувалося.